# مركز حدود، قورة تو
قرية مركز حدود (بالكردية: مەرکەزحدود)‏ هي إحدى قرى ناحية قورة تو في قضاء خانقين ضمن الحدود الإدارية لمحافظة السليمانية لأنها ضمن مناطق إدارة كرميان في إقليم كردستان العراق.